# Marie Valerie de Austria
Arhiducesa Marie Valerie de Austria (22 aprilie 1868 – 6 septembrie 1924) a fost al patrulea și ultimul copil al împăratului Francisc Iosif I al Austriei și al împărătesei Elisabeta de Bavaria ("Sisi"). 

## Biografie

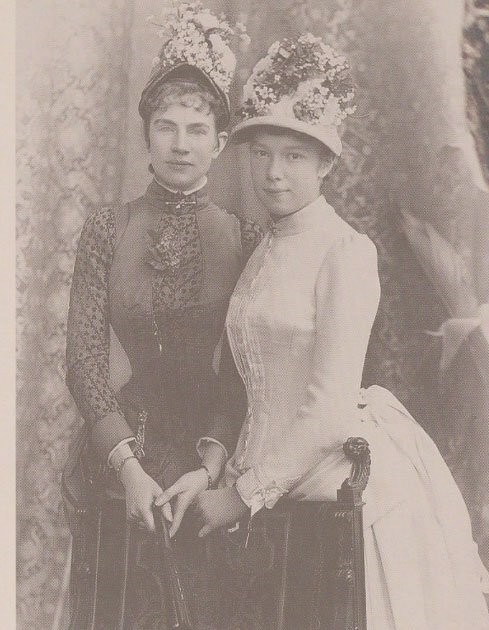
Arhiducesa Valerie (dreapta) împreună cu sora ei mai mare, Gisela.

Prințesa Marie Valerie s-a născut la Ofen (Buda) în Ungaria. Împărăteasa Elisabeta a fost în special atașată de Valerie, care s-a născut la zece ani după cel de-al treilea copil al cuplului imperial și a putut fi crescută de împărăteasă spre deosebire de primii trei copii, care au fost luați de lângă mama lor după naștere și crescuți de mama împăratului, Arhiducesa Sofia. Sofia însăși i-a scris mamei Elisabetei, Ludovica, "Sisi este complet absorbită de dragostea și grija pentru acest mic înger irezistibil".
Ea a fost copilul favorit al Elisabetei și menționată cu aciditate de unii curteni drept  "Die Einzige" ("Singurul copil") deoarece Elisabeta îi acorda mai multă atenție decât fraților ei. Valerie și-a iubit mama însă conform jurnalului ei, de multe ori s-a simțit jenată și copleșită de concentrarea Elisabetei asupra ei, mai ales pentru că ea însăși avea un caracter modest și practic.
O altă poreclă a Valeriei a fost "copilul maghiar", pentru că nașterea ei a fost o concesie a Elisabetei, căreia îi displăcea intimitatea fizică și sarcina, în schimbul concilierii lui Franz Joseph cu Ungaria, partea ei favorită din Imperiu. Acest proces a culminat cu încoronarea lor comună, la Budapesta, la 8 iunie 1867, ca rege și regină a Ungariei. Valerie s-a născut nouă luni mai târziu.
În mod deliberat a ales Elisabeta Ungaria ca loc de naștere al copilului; nici un copil regal nu se născuse în Ungaria de secole. Dacă ar fi fost băiat, ar fi purtat numele de Ștefan, după regele maghiar canonizat. Zvonuri răuvoitoare au sugerat că Valerie a fost de fapt fiica prietenului și admiratorului Elisabetei, Gyula Andrássy, prim-ministru maghiar. Aceste zvonuri au persistat în copilăria Valeriei, care a fost profund rănită. Cu toate acestea, ea a semănat fizic cu Franz Iosif mai mult decât oricare dintre frații ei, chiar mai mult pe măsură ce a înaintat în vârstă, și în cele din urmă zvonurile au dispărut. 
Din cauza atmosferei create, Valerie a dezvoltat o antipatie de-a lungul vieții față de orice avea legătură cu Ungaria, exacerbată de insistența Elisabetei de a-i vorbi numai în maghiară. A fost foarte bucuroasă când a primit permisiunea de a vorbi în germană cu tatăl ei. Valerie mai vorbea fluent engleză, franceză și italiană; îi plăcea să scrie piese de teatru și poezii și a fost un artist amator talentat, care s-a bucurat în special să picteze flori. A fost mare susținătoare a Burgtheater din Viena și a participat la producțiile sale cât mai des posibil.

## Căsătorie

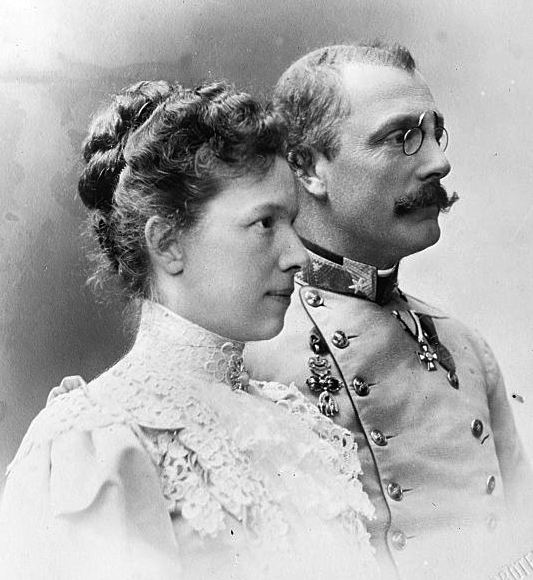
Franz Salvator și Marie Valerie

La Ischl la 31 iulie 1890, Valerie s-a căsătorit cu vărul ei, Arhiducele Franz Salvator. S-au întâlnit în 1886 la un bal însă Valerie a așteptat câțiva ani pentru a fi sigură că sentimentele ei pentru Franz Salvator erau suficient de puternice pentru a face o căsnicie fericită.
Mulți de la curte sperau că ea se va căsători cu cineva ca Prințul Moștenitor al Saxoniei sau Ducele de Braganza moștenitorul Portugaliei, și era deja curtată de Prințul Alfons al Bavariei.
Elisabeta a declarat că Valerie se va putea căsători cu cine va voi inima ei (spre deosebire de ceilalți copii ai ei care au făcut căsătorii dinastice). Valerie l-a ales pe Franz-Salvator, un prinț relativ minor din ramura toscană a familiei imperiale austriece, care nu avea o avere prea mare, însă Elisabeta și-a susținut fiica, așa cum a promis. Acest lucru a cauzat o ruptură, pentru o vreme, între Valerie și sora și fratele ei Prințul Rudolf însă în cele din urmă Rudolf s-a împăcat cu căsătoria când Valerie și Franz s-au logodit de Crăciun în 1888.
Valerie a renunțat la drepturile ei asupra tronului austriac iar nunta a avut loc la 16 iulie 1890 la Hermesvilla. Ceremonia religioasă a avut loc la 31 iulie și a fost condusă de episcopul de Linz, Franz Maria Doppelbauer. Apoi, Valeir și Franz au plecat în luna de miere în Italia, Elveția și Bavaria.

## Copii

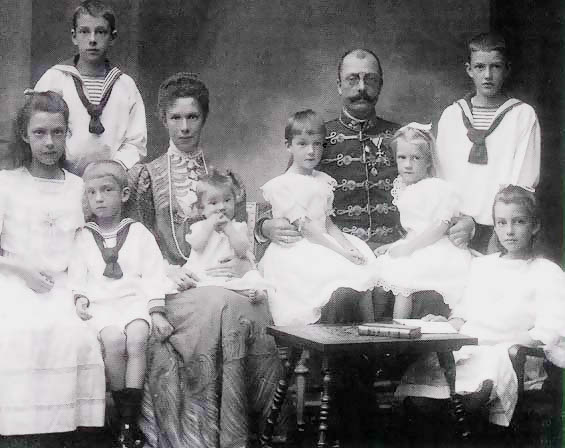
Marie Valerie de Austria, soțul ei și copiii lor

Marie Valerie și Franz-Salvator au avut 10 copii: 
- Elisabeta Franziska "Ella" (1892-1930), în 1918 s-a căsătorit cu contele Georges de Walburg-Zeil; a avut copii
- Franz Karl Salvator (1893-1918), necăsătorit, a murit de gripă spaniolă
- Hubert Salvator (1894-1971), în 1926 s-a căsătorit cu prințesa Rosemary de Salm-Salm (1904-2001); a avut copii
- Hedwig (1896-1970), în 1918 s-a căsătorit cu contele Bernard of Stolberg-Stolberg; a avut copii
- Theodor Salvator (1899-1978), în 1926 s-a căsătorit cu contesa Maria Theresa of Waldburg-Zeil-Trauchburg; a avut copii
- Gertrud (1900-1962), în 1931 s-a căsătorit cu contele Georges de Walburg-Zeil, văduvul surorii ei Elisabeta; a avut copii
- Maria Elisabeta (1901-1936), necăsătorită
- Clemens Salvator (1904-1974), în 1930 s-a căsătorit cu contesa Elisabeth Rességuier de Miremont; a avut copii
- Matilda (1906-1991), în 1947 s-a căsătorit cu Ernest Hefel; n-a avut copii
- Agnes (1911-1911), a murit după opt ore

## Ultimii ani
La început, Valerie și Franz au locuit la Schloss Lichtenegg (palatul Lichtenegg). La 11 iunie 1895, cuplul a cumpărat Schloss Wallsee, situat pe Dunare, de la proprietarul ei de atunci, Alfred, Duce de Saxa-Coburg-Gotha și l-a renovat complet. Când renovarea s-a terminat, la 4 septembrie 1897 a avut loc o ceremonie de marcare a mutării familiei în noul palat. 

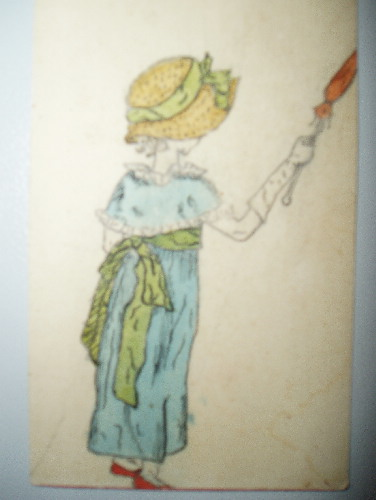
Desen de Arhiducesa Marie Valerie de Austria, 1881 (vârsta de 13 ani).

Marie Valerie a fost cunoscută și iubită pentru implicarea ei generoasă în eforturile locale de caritate. În 1900, ea a devenit patroană a Crucii Roșii, pentru care a fondat spitale și a strâns sume considerabile de bani; de asemenea, ea a fost patroană a altor șapte organizații de caritate. În timpul Primului Război Mondial, ea a creat o cazarmă spital chiar în castel și a ajutat la îngrijirea răniților. A fost un catolic devotat, care a petrecut mult timp sprijinind organizațiile caritabile religioase și a fost cunoscută de oameni drept "îngerul de la Waldsee". 
Valerie a fost foarte afectată de suicidul fratelui ei Rudolf la 30 ianuarie 1889 și de asasinarea mamei ei Elisabeta în septembrie 1898. Ea și sora ei Gisela au fost un mare sprijin pentru tatăl lor, în urma acestor tragedii.
Mariajul Valeriei și al lui Franz a fost inițial armonios, însă cu timpul lucrurile s-au schimbat. Franz a avut mai multe aventuri, inclusiv cu prințesa Stephanie von Hohenlohe (1891-1972), care a fost cunoscut mai târziu ca "prințesa spion a lui Hitler" pentru activități de spionaj înaintea și în timpul celui de-Al Doilea Război Mondial. În 1914, ea a dat naștere unui fiu cu el, pe nume Franz Joseph, care a fost recunoscut de tatăl său în timp ce Valerie era încă în viață. Valerie a confruntat aceste lovituri cu stoicism, confesându-se numai în jurnal.
După sfârșitul Primului Război Mondial, Valerie a recunoscut oficial sfârșitul monarhiei habsburgice și a semnat documentele de renunțare la toate drepturile la tron pentru ea și pentru urmașii ei. Renunțarea i-a permis să-și păstreze casa și bunurile.
Valerie a murit la Schloss Wallsee la 6 septembrie 1924 de limfom. Cu puțin timp înainte de moartea ei, sora ei Gisela a scris într-o scrisoare "Trebuie să adaug că am văzut-o pe Valerie - pe deplin conștientă de starea ei și așa cu evlavie accepta, chiar cu bucurie, anticipând plecarea ei iminentă, că eu cred că o revenire neașteptată de fapt ar dezamăgi-o". A fost îngropată într-o criptă din spatele altarului mare al bisericii parohiale din Sindelburg, Austria. 